# 트라시마코스
트라시마코스(Thrasymachus, Θρασύμαχος, ca. 459-400 BCE)는 플라톤의 《국가》에 등장하는 인물로 잘 알려진, 칼게돈 출신의 고대 그리스 소피스트 철학가이다. 트라시마코스의 사상은, "정의는 더 강한 이의 이익에 지나지 않는다."에서 나타난다.